# Pourcieux
Pourcieux est une commune française située dans le département du Var en région Provence-Alpes-Côte d'Azur.

## Géographie

### Localisation
Pourcieux est un petit village situé à l'extrême ouest du département du Var, à 7 km de Saint-Maximin-la-Sainte-Baume.

### Géologie et relief
Ses coteaux ensoleillés s'étalent au pied du mont Aurélien,, à peu de distance de la montagne Sainte-Victoire et de ses paysages immortalisés par Cézanne.

### Hydrographie et eaux souterraines
Cours d'eau sur la commune ou à son aval :
- la commune est arrosée par l'Arc ;
- ruisseaux le Magnier, de la Baume, de Rocle, du Chapelet, des Avalanches, de Montvallon, de Verdagne ;
- une dérivation du canal de Provence a été créée, entre 1977 et 1986, en direction de Marseille (vallon Dol), à partir de Pourcieux.

Une synthèse hydrogéologique a été établie pour l'ensemble du secteur.

### Climat
Pour des articles plus généraux, voir Climat de Provence-Alpes-Côte d'Azur et Climat du Var.
En 2010, le climat de la commune est de type climat méditerranéen franc, selon une étude du Centre national de la recherche scientifique s'appuyant sur une série de données couvrant la période 1971-2000. En 2020, Météo-France publie une typologie des climats de la France métropolitaine dans laquelle la commune est exposée à un climat méditerranéen et est dans la région climatique  Provence, Languedoc-Roussillon, caractérisée par une pluviométrie faible en été, un très bon ensoleillement (2 600 h/an), un été chaud (21,5 °C), un air très sec en été, sec en toutes saisons, des vents forts (fréquence de 40 à 50 % de vents > 5 m/s) et peu de brouillards. 
Pour la période 1971-2000, la température annuelle moyenne est de 13,2 °C, avec une amplitude thermique annuelle de 16,2 °C. Le cumul annuel moyen de précipitations est de 761 mm, avec 5,5 jours de précipitations en janvier et 2,3 jours en juillet. Pour la période 1991-2020, la température moyenne annuelle observée sur la station météorologique de Météo-France la plus proche, « St Maximin la Ste Baume », sur la commune de Saint-Maximin-la-Sainte-Baume à 6 km à vol d'oiseau, est de 13,7 °C et le cumul annuel moyen de précipitations est de 765,3 mm. 
La température maximale relevée sur cette station est de 42,5 °C, atteinte le 28 juin 2019 ; la température minimale est de −15,2 °C, atteinte le 12 février 2012,,. 
Les paramètres climatiques de la commune ont été estimés pour le milieu du siècle (2041-2070) selon différents scénarios d'émission de gaz à effet de serre à partir des nouvelles projections climatiques de référence DRIAS-2020. Ils sont consultables sur un site dédié publié par Météo-France en novembre 2022.

### Voies de communications et transports
- L'autoroute A8 traverse la commune, mais le demi-échangeur 33 ne donne accès que de et vers Nice. Pour Marseille ou Aix, il faut soit aller jusqu'au Canet-de-Meyreuil par la nationale soit aller à l'échangeur de Saint-Maximin.
- La commune est traversée par l'ex-nationale 7, qui évite le village ; la D 423 permet de la rejoindre. Elle permet de rejoindre Aix-en-Provence (35 km), Marseille via Trets et Gardanne (50 km), ou Saint-Maximin, Tourves, Brignoles et au-delà vers la Côte d'Azur.
- Les cars de la ligne 93 (ex-4003) de Zou83 (ex-Transvar) en provenance de Brignoles relient Pourcieux à Aix-en-Provence en 30 à 40 minutes[12].
- Les cars de la ligne 94 (ex-4004) en provenance de Brignoles relient Pourcieux à Marseille-Saint-Charles via Gardanne en 1h15 environ[13].

- Depuis la fermeture de la ligne Gardanne - Carnoules, la gare ferroviaire la plus proche est celle de Gardanne, sur la ligne Aix - Marseille, à 29 km.

### Sismicité
Il existe trois zones de sismicités dans le Var : 
- zone 0 : risque négligeable. C'est le cas de bon nombre de communes du littoral varois, ainsi que d'une partie des communes du centre Var. Malgré tout, ces communes ne sont pas à l'abri d'un effet tsunami, lié à un séisme en mer ;
- zone Ia : risque très faible. Concerne essentiellement les communes comprises dans une bande allant de la montagne Sainte-Victoire au massif de l'Esterel ;
- zone Ib : risque faible. Ce risque, le plus élevé du département mais qui n'est pas le plus haut de l'évaluation nationale, concerne 21 communes du nord du département.

La commune de Pourcieux est en zone sismique de très faible risque Ia.

## Urbanisme

### Typologie
Au 1er janvier 2024, Pourcieux est catégorisée bourg rural, selon la nouvelle grille communale de densité à sept niveaux définie par l'Insee en 2022.
Elle est située hors unité urbaine. Par ailleurs la commune fait partie de l'aire d'attraction de Marseille - Aix-en-Provence, dont elle est une commune de la couronne,. Cette aire, qui regroupe 115 communes, est catégorisée dans les aires de 700 000 habitants ou plus (hors Paris),.

### Occupation des sols
L'occupation des sols de la commune, telle qu'elle ressort de la base de données européenne d’occupation biophysique des sols Corine Land Cover (CLC), est marquée par l'importance des forêts et milieux semi-naturels (65,4 % en 2018), une proportion sensiblement équivalente à celle de 1990 (65,7 %). La répartition détaillée en 2018 est la suivante : 
forêts (44,5 %), cultures permanentes (26,6 %), milieux à végétation arbustive et/ou herbacée (20,8 %), zones agricoles hétérogènes (5,3 %), zones urbanisées (2,8 %). L'évolution de l’occupation des sols de la commune et de ses infrastructures peut être observée sur les différentes représentations cartographiques du territoire : la carte de Cassini (XVIIIe siècle), la carte d'état-major (1820-1866) et les cartes ou photos aériennes de l'IGN pour la période actuelle (1950 à aujourd'hui).

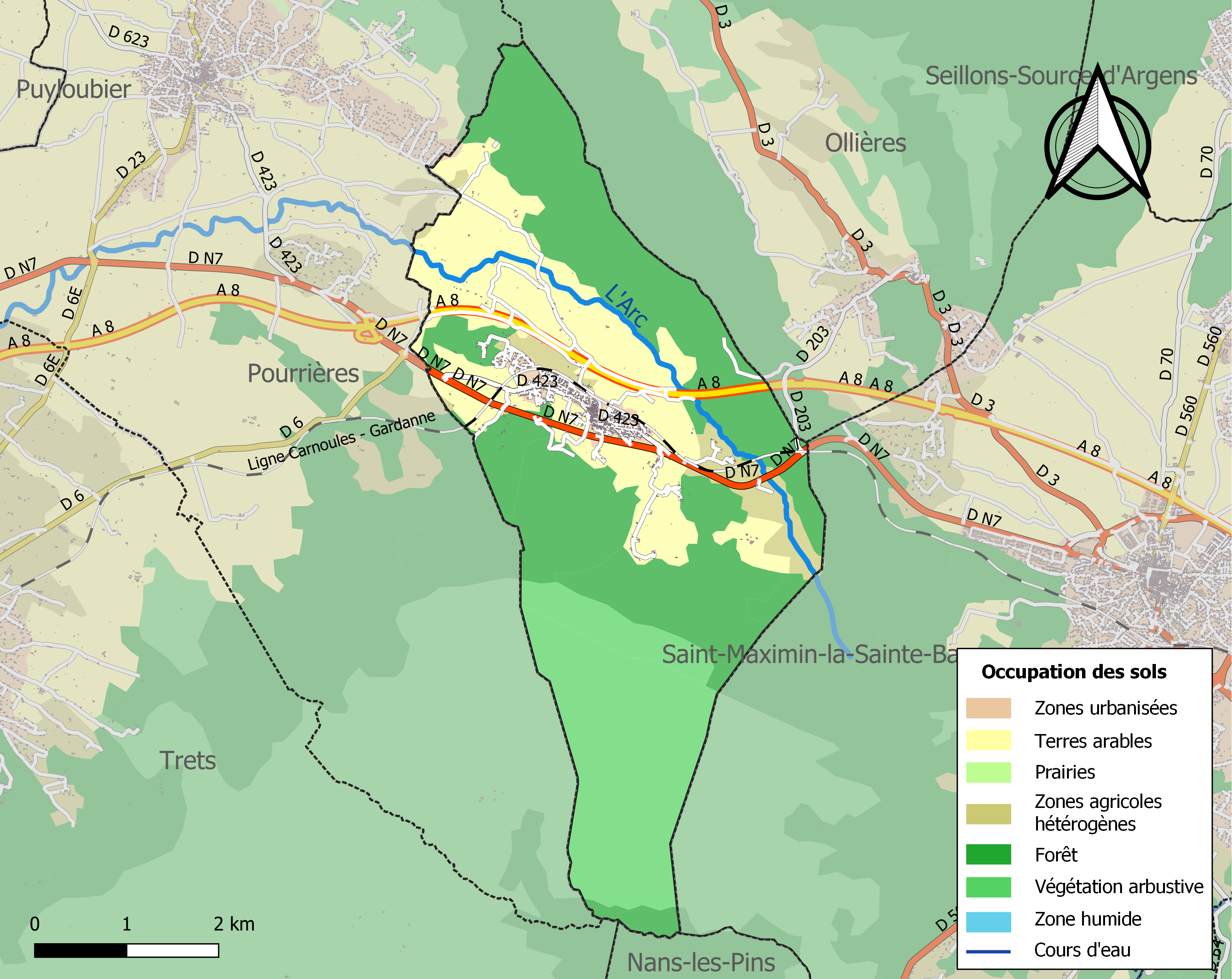
Carte des infrastructures et de l'occupation des sols de la commune en 2018 (CLC).

## Toponymie
Du latin porcus avec le suffixe -ile.
Pourcièu en provençal. Selon la croyance populaire le village, anciennement appelé Porcals ou Porcilis, tirerait son nom des porcheries installées ici et du commerce des porcs qui s'y faisait. Cette hypothèse est plausible quand on sait qu'en provençal « Pourcieou » signifie littéralement « toit à cochon », et que l'eau indispensable à un tel élevage ne manquait pas puisque le village est arrosé par l'Arc. Cependant, certains historiens font dériver le nom d'un consul romain, nommé Porcius, qui aurait servi sous Caius Marius, le vainqueur des Celtes à Pourrières, en -102, au terme d'une bataille particulièrement sanglante. Le corps de Porcius serait peut-être enseveli sous le sol de la commune.

## Histoire
Les premières traces d'habitations humaines sur la commune remonte à la préhistoire. Notamment, plusieurs outils en silex ont été retrouvés, lors de fouilles dans la plaine de l'Arc, ainsi que des céramiques, meules et polissoirs.
Lors de l'Antiquité, la commune fut également habitée ; des traces de villas ont été identifiés, dans les quartiers de La Plaine à Vitalis et aux Molières. La commune est également traversée par la voie Aurélienne, sur le tronçon entre Aquae Sextiae (Aix-en-Provence) et Forum Julii (Fréjus).
Pourcieux appartient d'abord aux vicomtes de Marseille. Guillaume Ier divise la seigneurie entre ses enfants, qui entre 1008 et 1020 en donnent les deux tiers à l'abbaye de Saint-Victor. Celle-ci les a encore en 1252. À cette époque, le tiers restant est à Burgondion de Trets et passe à ses descendants nés Mabille d'Agout Ponteves, cette famille est encore présente au XVIIIe siècle.
Au XVIe siècle, Pourcieux comptait 60 maisons, 10 bastides et une population de 300 âmes de « communion ». C'était un simple fief seigneurial sans titre de marquisat, de comte ou de baronnie. Marc Antoine de Vitali, résidant à Aix, fut reconnu seigneur en 1645. Il avait les 2/3 de la juridiction et exerçait pendant deux années sur trois les droits de haute, moyenne et basse justice. Gaspard d'Honorat, Auguste d'Agoult résidents à Pourcieux, Gaspard d'Agoult, frère de ce dernier, marquis d'Ollières, résidant à Marseille furent par sentence d'expédients du 20 mars 1706 déclarés co-seigneurs avec 1/3 de la juridiction.
En 1756, Pazery, seigneur de Thorame, achète Pourcieux et la communauté envoie deux des siens pour porter hommage et serment de fidélité au nouveau seigneur, et le reconnaitre comme seul seigneur et haut justicier de ce lieu et de son terroir.
Parmi les nobles possédant à diverses époques des biens à Pourcieux, on cite : 
- Louis de Felix, seigneur d'Ollières[24], la marquise de Forbin, sa mère ;
- Alexandre de Coriolis, de Roquefeuil et sa tante Claire de Gasquet ;
- Pierre de Rougemont, bourgeois ;
- Mathieu de Queylar, propriétaire de la verrerie ;
- les frères Jacques et Esprit d'Escrivan et de Ferry la Blache[25], nobles verriers[26].

## Blasonnement
|  | Les armoiries de Pourcieux se blasonnent ainsi : D'or au chêne de sinople englandé du même senestré d'un porc de sable sur une terrasse de sinople. |

## Politique et administration

### Liste des maires
| Période                                  | Période   | Identité                       | Étiquette | Qualité                           |
| ---------------------------------------- | --------- | ------------------------------ | --------- | --------------------------------- |
| 1790                                     | 1791      | Martin André                   |           | Propriétaire                      |
| 1791                                     | 1793      | François Blanc                 |           |                                   |
| 1793                                     | 1793      | Jean-Baptiste Mérentier        |           |                                   |
| 1793                                     | 1808      | Martin André                   |           | Propriétaire                      |
| 1808                                     | 1814      | M. Pazéry de Thorame           |           | Avocat-conseiller à la Cour d'Aix |
| 1814                                     | 1816      | Louis Rougemont                |           | Propriétaire                      |
| 1816                                     | 1821      | Marie-Louis-Amédée de Thorame  |           | Avocat                            |
| 1821                                     | 1831      | Antoine-Augustin Rougemont     |           | Propriétaire                      |
| 1831                                     | 1832      | Louis Demours                  |           | Propriétaire                      |
| 1832                                     | 1843      | Louis Rougemont                |           | Propriétaire                      |
| 1843                                     | 1846      | Louis Demours                  |           | Propriétaire                      |
| 1846                                     | 1848      | Auguste Rougemont              |           | Propriétaire                      |
| 1848                                     | 1855      | Pierre Barthélémy              |           | Propriétaire                      |
| 1855                                     | 1862      | Louis-Justin-Auguste Roux      |           | Propriétaire                      |
| 1862                                     | 1863      | Jean-Baptiste-Félicien Mouttet |           | Propriétaire                      |
| 1863                                     | 1868      | Eugène Bougemont               |           | Agent de change                   |
| 1868                                     | 1870      | Victor Novat                   |           | Tisseur de toile                  |
| 1870                                     | 1871      | Philémon Boyer                 |           | Cordonnier                        |
| 1871                                     | 1876      | Cyrille Rémuzat                |           | Propriétaire                      |
| 1876                                     | 1878      | Jean-Baptiste Michel           |           | Propriétaire                      |
| 1878                                     | 1884      | Hippolyte Mouttet              |           | Charretier                        |
| 1884                                     | 1890      | Marius Bourrelly               |           | Homme de lettres                  |
| 1890                                     | ?         | Louis-Marius Allard            |           | Propriétaire                      |
| Les données manquantes sont à compléter. |           |                                |           |                                   |
| mars 1977                                | mars 1989 | Séraphin Carlué                |           | Maire                             |
| mars 1989                                | juin 1995 | Suzanne Florent                |           | Maire                             |
| juin 1995                                | mai 2016  | Jean-Raymond Niola             | DVG       | Maire                             |
| mai 2016                                 | En cours  | Claude Porzio                  |           | Maire                             |

### Budget et fiscalité 2019

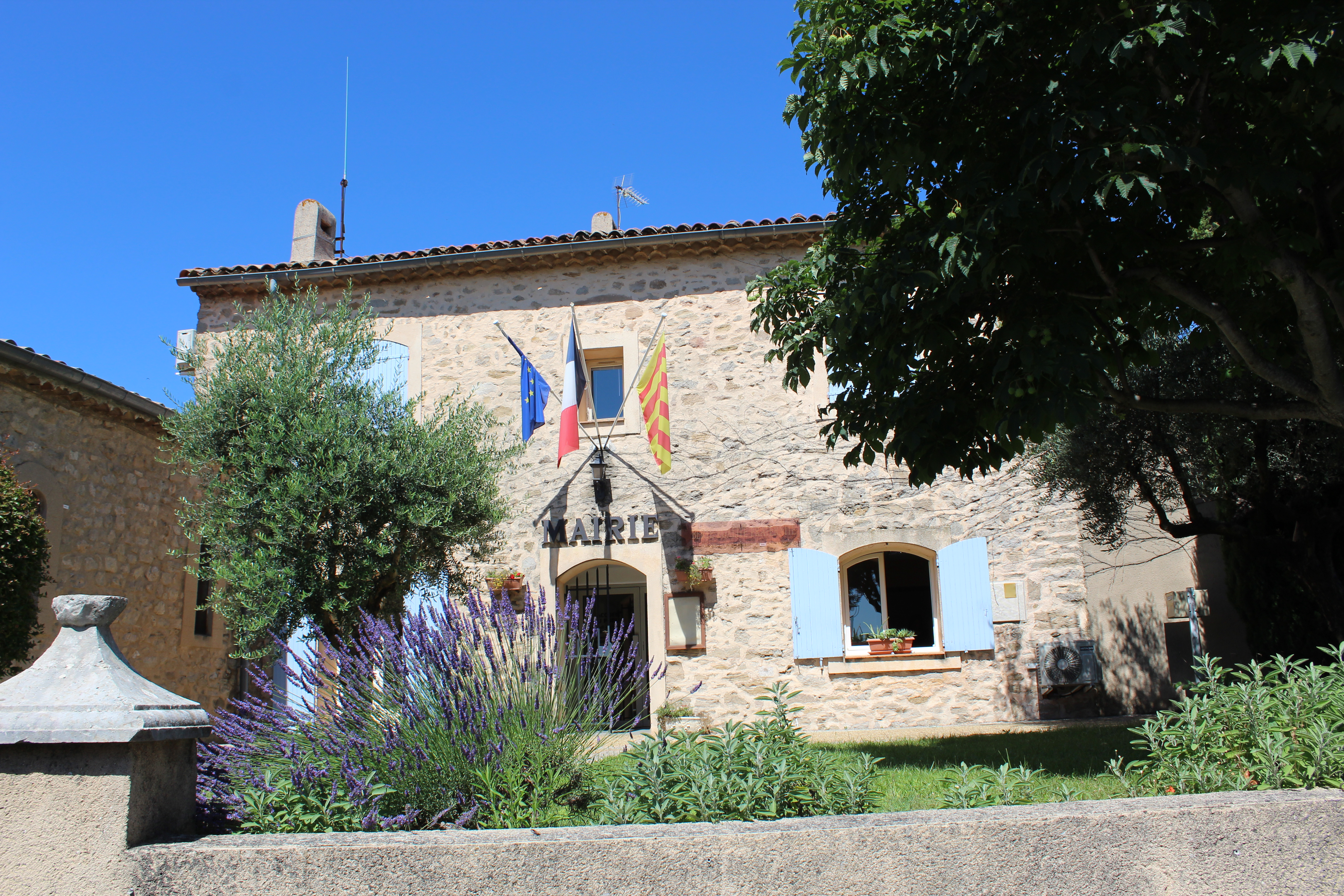
La mairie.

En 2019, le budget de la commune était constitué ainsi :
- total des produits de fonctionnement : 1 368 000 €, soit 861 € par habitant ;
- total des charges de fonctionnement : 1 220 000 €, soit 768 € par habitant ;
- total des ressources d'investissement : 604 000 €, soit 380 € par habitant ;
- total des emplois d'investissement : 817 000 €, soit 514 € par habitant ;
- endettement : 1 386 000 €, soit 873 € par habitant.

Avec les taux de fiscalité suivants :
- taxe d'habitation : 13,52 % ;
- taxe foncière sur les propriétés bâties : 29,50 % ;
- taxe foncière sur les propriétés non bâties : 102,16 % ;
- taxe additionnelle à la taxe foncière sur les propriétés non bâties : 0,00 % ;
- cotisation foncière des entreprises : 0,00 %.

Chiffres clés Revenus et pauvreté des ménages en 2018 : médiane en 2018 du revenu disponible, par unité de consommation : 23 320 €.

### Politique environnementale
Suppression des produits phytosanitaires sur l'ensemble des espaces publics.
-  Le 15/11/2016, la commune a été labellisée par la région Provence-Alpes-Côte d’Azur, l'Agence de l'eau et l'Agence Régionale Pour l'Environnement et l'écodéveloppement au niveau 2 de la charte.
-  Le 21/03/2018, le label 2018 « Terre saine, communes sans pesticides » a été attribué à la commune par le Ministère de la transition écologique et solidaire et l'Agence Française pour la Biodiversité.
La commune fait partiellement partie du nouveau parc naturel régional de la Sainte-Baume, créé par décret du 20 décembre 2017.

## Population et société

### Démographie
L'évolution du nombre d'habitants est connue à travers les recensements de la population effectués dans la commune depuis 1793. Pour les communes de moins de 10 000 habitants, une enquête de recensement portant sur toute la population est réalisée tous les cinq ans, les populations de référence des années intermédiaires étant quant à elles estimées par interpolation ou extrapolation. Pour la commune, le premier recensement exhaustif entrant dans le cadre du nouveau dispositif a été réalisé en 2006.

En 2022, la commune comptait 1 564 habitants, en évolution de −0,13 % par rapport à 2016 (Var : +4,98 %, France hors Mayotte : +2,11 %).
| 1793 | 1800 | 1806 | 1821 | 1831 | 1836 | 1841 | 1846 | 1851 |
| ---- | ---- | ---- | ---- | ---- | ---- | ---- | ---- | ---- |
| 500  | 509  | 503  | 578  | 623  | 649  | 581  | 568  | 545  |

| 1856 | 1861 | 1866 | 1872 | 1876 | 1881 | 1886 | 1891 | 1896 |
| ---- | ---- | ---- | ---- | ---- | ---- | ---- | ---- | ---- |
| 495  | 555  | 539  | 540  | 546  | 523  | 526  | 507  | 422  |

| 1901 | 1906 | 1911 | 1921 | 1926 | 1931 | 1936 | 1946 | 1954 |
| ---- | ---- | ---- | ---- | ---- | ---- | ---- | ---- | ---- |
| 450  | 430  | 393  | 357  | 375  | 378  | 327  | 303  | 288  |

| 1962 | 1968 | 1975 | 1982 | 1990 | 1999 | 2006  | 2011  | 2016  |
| ---- | ---- | ---- | ---- | ---- | ---- | ----- | ----- | ----- |
| 260  | 256  | 256  | 281  | 527  | 921  | 1 043 | 1 163 | 1 566 |

| 2021  | 2022  | - | - | - | - | - | - | - |
| ----- | ----- | - | - | - | - | - | - | - |
| 1 567 | 1 564 | - | - | - | - | - | - | - |

### Enseignement
Établissements d'enseignements :
- L'école communale accueille, sur deux sites différents, les sections maternelles et primaires. Restaurant scolaire : Les déjeuners sont servis en « self » pour les élèves du primaire, ou directement à table pour les petits de la maternelle.
- Collèges à Saint-Maximin-la-Sainte-Baume,
- Lycées  Saint-Maximin-la-Sainte-Baume.

### Santé
Professionnels et établissements de santé :
- Médecins à Pourrières, Saint-Maximin-la-Sainte-Baume,
- Pharmacies à Pourrières, Saint-Maximin-la-Sainte-Baume,
- La commune bénéficie d'une kinésithérapeute, d'une ostéopathe et d'une infirmière.
- La maison médicale couvrant l'ensemble des communautés de communes communes est à Saint-Maximin-la-Sainte-baume[38].

### Cultes
- Culte catholique : l’église Notre-Dame de l’Assomption de Pourcieux appartient à la paroisse de Pourrières, diocèse de Fréjus-Toulon[39].

## Économie

### Agriculture

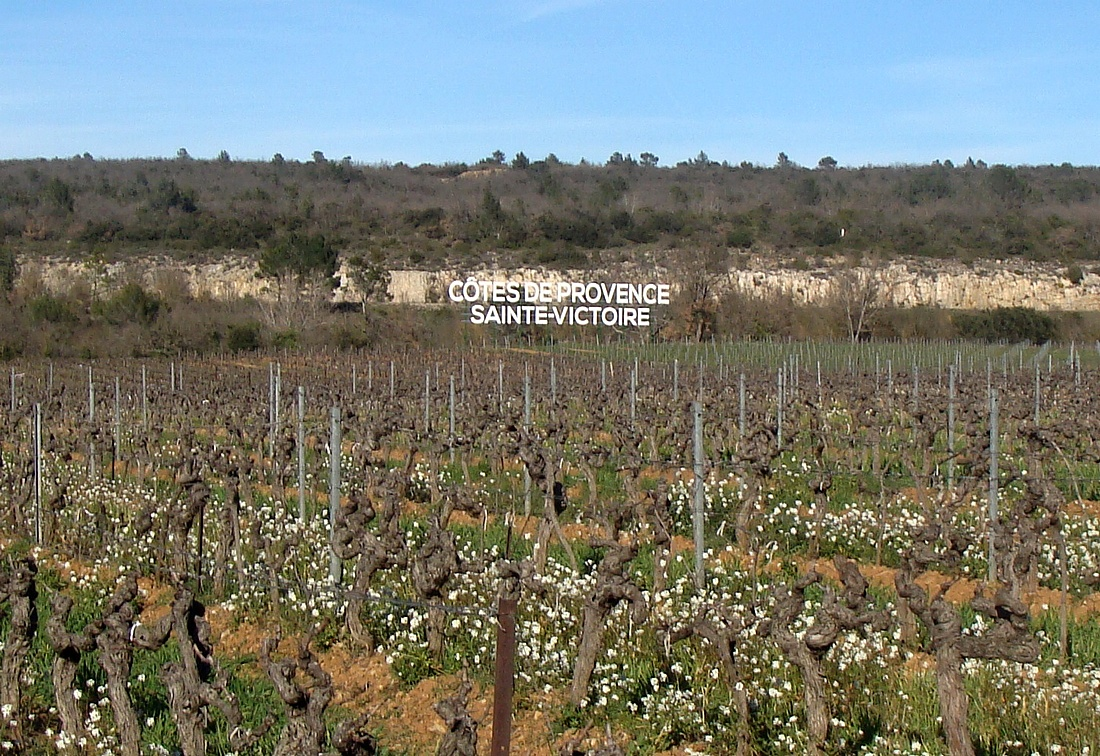
Panneaux revendiquant l'appellation dans les vignobles de Pourcieux

L'un des principaux secteurs agricoles de la commune est la viticulture, la commune faisant partie de la zone d'appellation Côtes-de-provence Sainte-Victoire. Les 450 hectares de vignes sont partagés entre trois domaines viticoles et la cave coopérative communale. Le bâtiment de la cave coopérative, construite en 1912 a fait l'objet d'une étude dans le cadre de l'enquête thématique régionale (coopératives agricoles de Provence-Alpes-Côte d'Azur).
- La coopérative agricole[42].
- Le château des Brigands[43], Appellation d'origine protégé (A.O.P.) Côtes de Provence Sainte-Victoire, Indication géographique protégée du Var (IGP)[44].

### Services, artisanat et commerces
- La poste.
- Médiathèque municipale et pôle culturel et associatif[45].
- Commerces de proximité[46],[47].

Anciennes activités :
- Vestiges atelier de potier médiéval[48].
- Ancienne carrière de marbre[49].
- Anciennes verreries[50].

### Tourisme
Pourcieux fait partie des 37 communes du pays de la Provence Verte labellisé Pays d’art et d’histoire et de la communauté d'agglomération de la Provence Verte qui compte 28 communes membres.
- Brasserie.
- Gîtes ruraux et Chambres d'hôtes à Pourcieux et à proximité[52],[53].

## Culture locale et patrimoine

### Lieux et monuments

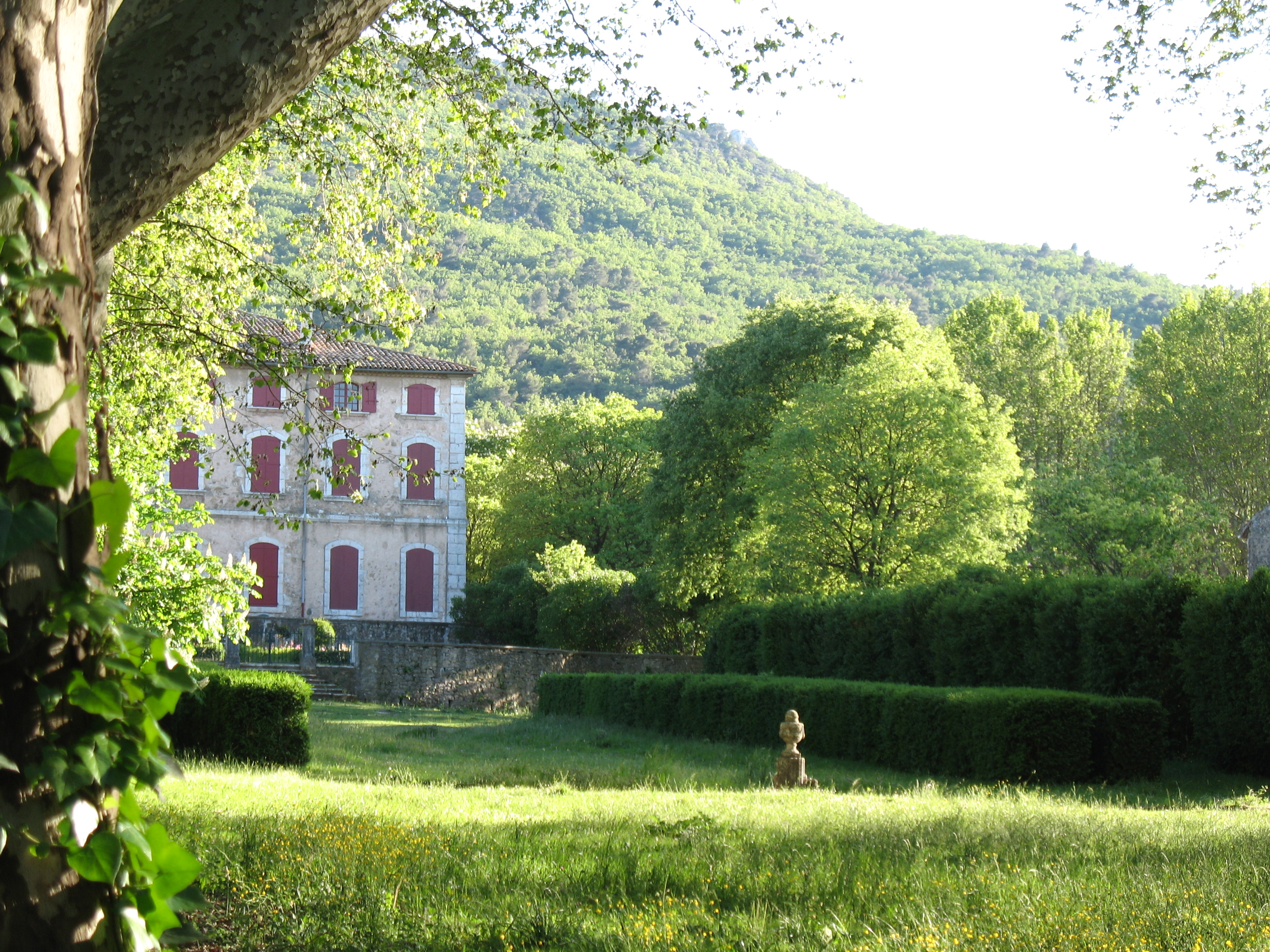
Le château.
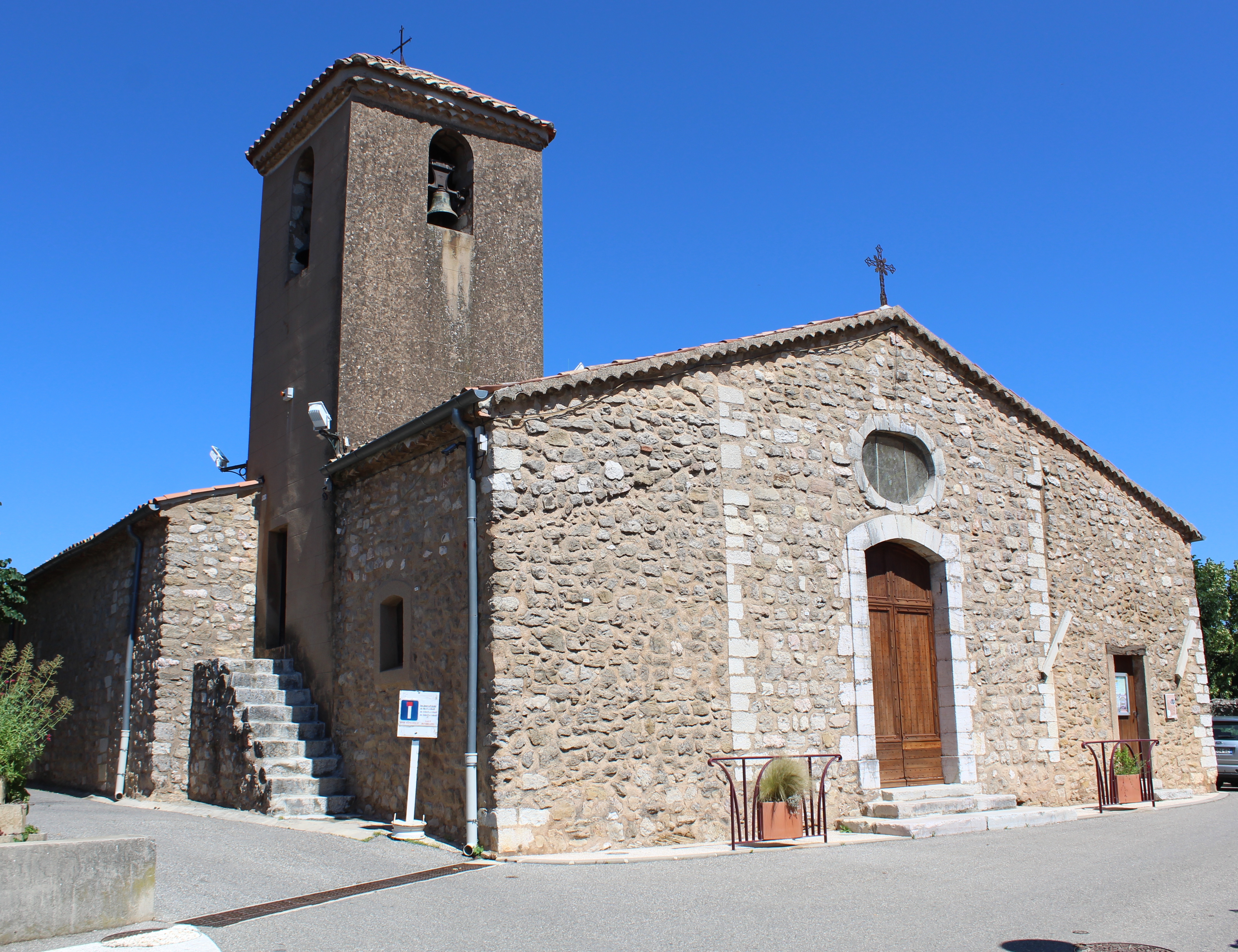
L'église Notre-Dame.
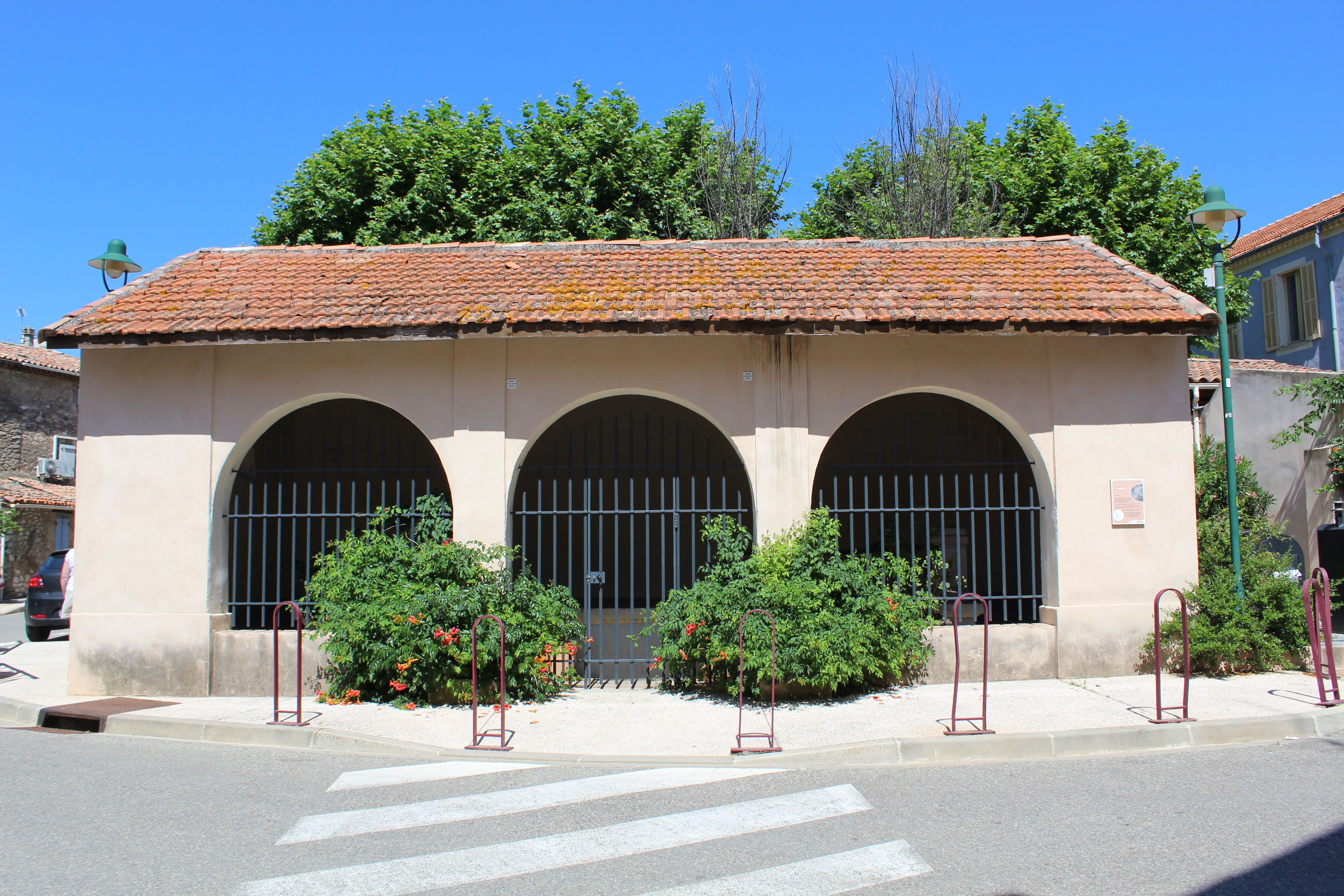
L'ancien lavoir.
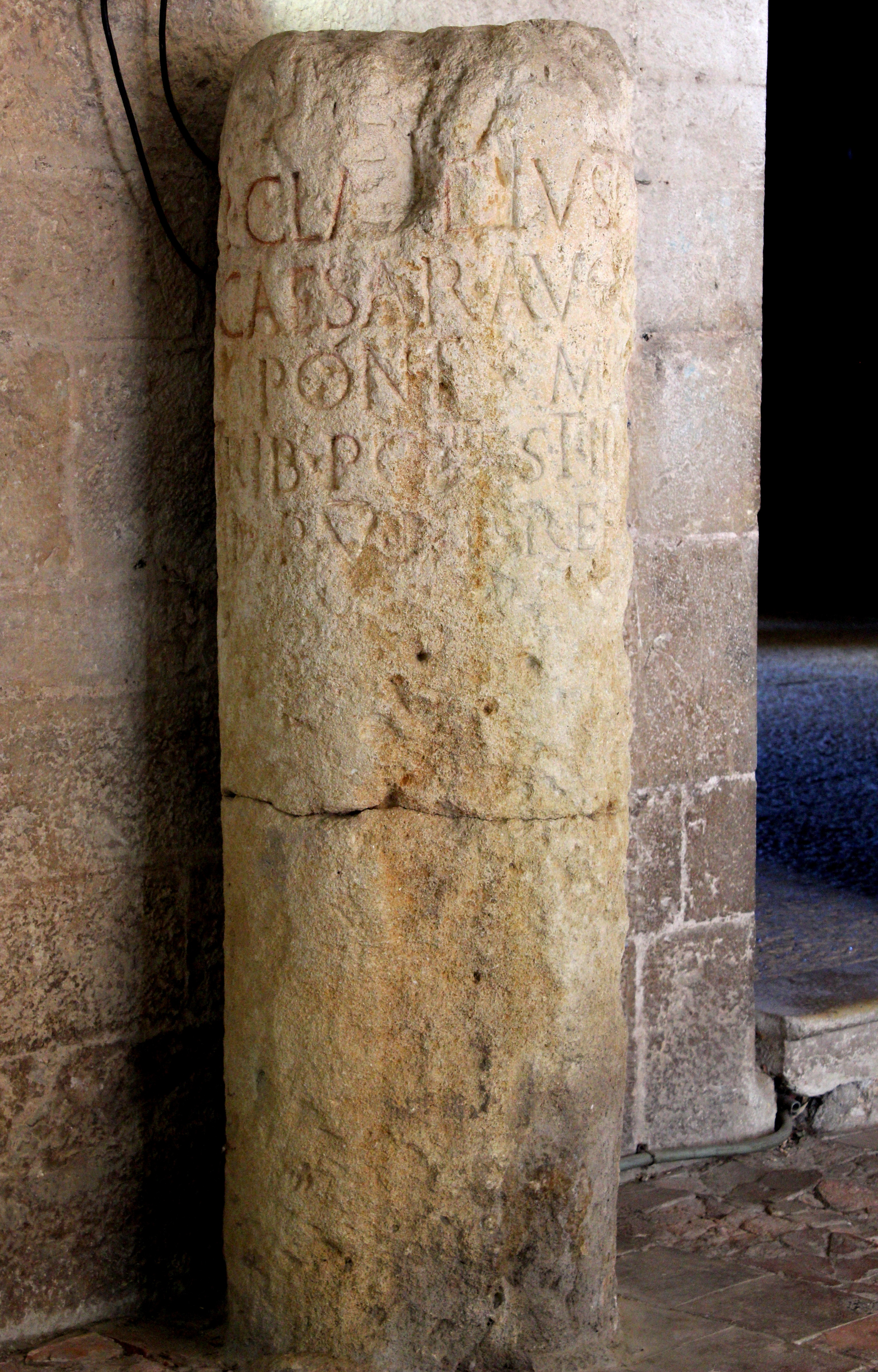
Borne milliaire dédiée à Claude
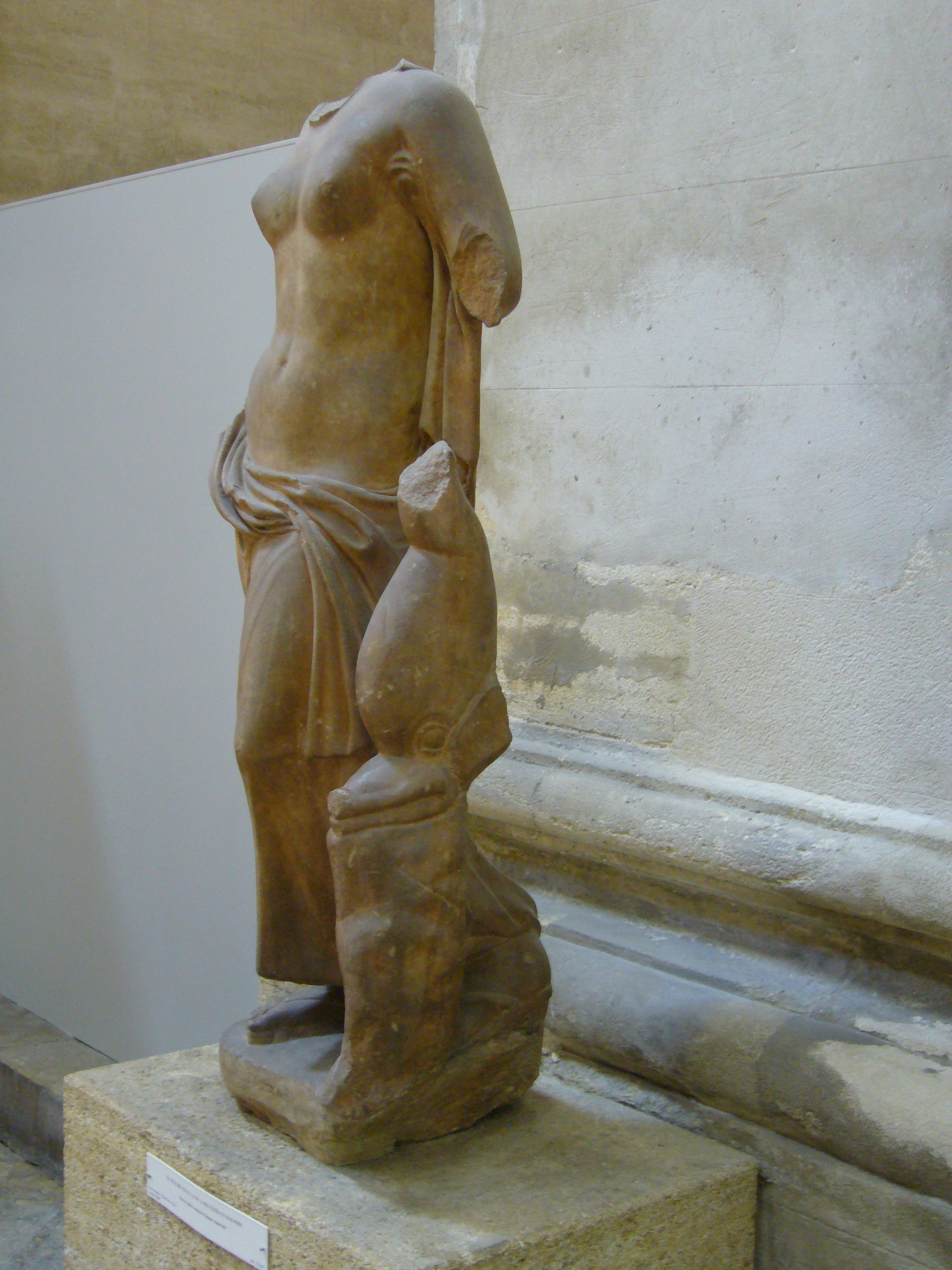
La Vénus de Pourcieux au Musée Calvet.

- Château de Pourcieux[54],[55],[56],[57].
- Vestiges archéologiques (Photothèque Archéologie, rapports)[58] :
  - Oppidum de Pourcieux[59],
  - Sainte-Croix ; Vieux Pourcieux[60],[61],
  - Tour ruinée[62],
  - Moulin de Vitalis[63],
  - Petit Fort des Agaux ; Terre Rouge[64],
  - Grand Fort des Agaux[65],
  - Vitalis[66],
  - Garragaï[67],
  - Les Feycinèdes[68],
  - Les Blaïs[69],
  - Cabanon de Paul[70].
- La Via Aurelia ou voie Aurélienne passe sur la commune, comme en témoignent le pont romain, la borne milliaire... :
  - Pont romain[71],[72],[73].
  - Borne milliaire dédicacée à Claude. Elle a été trouvée dans le lit d'un petit ravin du mont Aurélien[74] et est actuellement conservée dans le cloître de la basilique de Saint-Maximin-la-Sainte-Baume.
  - La Vénus de Pourcieux dont fait état Frédéric Mistral dans son dictionnaire « Le Trésor du Félibrige »[75]. Découverte à Pourcieux et visible au musée Calvet d’Avignon[76].
- L’église Notre-Dame-de-l’Assomption[77].
- Ruines de nombreuses chapelles.
- Les lavoirs publics et la fontaine[78].
- Le monument aux morts[79],[80].

### Personnalités liées à la commune
- Victor Chavet (1822-1906), peintre sous Napoléon III, est né à Pourcieux, en 1822. Une partie de ses toiles sont exposées au Musée du Louvre. Il est mort au Creusot en 1906.
- Marius Bourrelly (1820-1896), poète et félibre, maire de la commune entre 1884 et 1890.